# Завадка (Гелњица)
Завадка (слч. Závadka) насељено је мјесто са административним статусом сеоске општине (слч. obec) у округу Гелњица, у Кошичком крају, Словачка Република.

## Становништво
| Година:    | 1994. | 2004.    | 2014.   | 2024.   |
| ---------- | ----- | -------- | ------- | ------- |
| Број људи: | 537   | 606      | 613     | 634     |
| Разлика:   |       | +12,84 % | +1,15 % | +3,42 % |

| Година:    | 2023. | 2024.   |
| ---------- | ----- | ------- |
| Број људи: | 616   | 634     |
| Разлика:   |       | +2,92 % |

Према подацима о броју становника из 2011. године насеље је имало 607 становника.